# Quốc ca Trung Hoa Dân Quốc
"Quốc ca Trung Hoa Dân Quốc" (giản thể: 中华民国国歌; phồn thể: 中華民國國歌; Hán-Việt: Trung Hoa Dân Quốc Quốc ca; bính âm: Zhōnghuá Míngúo gúogē), hiện là quốc ca của Trung Hoa Dân Quốc. Bài hát này còn được nhiều người gọi không chính thức là Tam Dân chủ nghĩa ca.

## Lược sử
Từ khi Trung Hoa Dân quốc được thành lập, qua từng thời kỳ, đã sử dụng 4 bản quốc ca khác nhau. Bản quốc ca đầu tiên có tên là "Ngũ tộc cộng hòa ca", do Thẩm Ân Phu viết lời, Thẩm Bành Niên phổ nhạc, được chọn là quốc ca lâm thời của chính phủ lâm thời Nam Kinh..
Vào năm 1913, chính phủ Bắc Dương đã chọn ca khúc "Khanh vân ca", do Uông Vinh Bảo viết lời, Joam Hautstone (người Bỉ) phổ nhạc làm quốc ca. Đến năm 1915, đổi sang sử dụng bài "Trung Hoa hùng lập vũ trụ gian" do Vương Lộ sáng tác, làm quốc ca. Năm 1921, sử dụng lại bài "Khanh vân ca" làm quốc ca, với lời mới do Tiêu Hữu Mai viết.
Bản quốc ca hiện tại, nguyên gốc từ một bài thơ, vốn bắt đầu bằng câu "Tam dân chủ nghĩa", nên còn được gọi là "Tam dân chủ nghĩa ca". Bài thơ này còn có tên là "Hoàng Phố quân giáo huấn từ" hay "Tổng lý huấn từ", do nội dung trích từ huấn từ của Tổng lý Quốc dân đảng Tôn Trung Sơn đọc trong buổi lễ khai giảng trường Quân sự Hoàng Phố ngày 16 tháng 6 năm 1924. Trên thực tế, nội dung của huấn từ do nhiều đảng viên Quốc dân đảng phối hợp soạn thảo gồm Hồ Hán Dân (胡漢民), Đới Lý Đào (戴季陶), Liêu Trọng Khải (廖仲愷), Thiệu Nguyên Xung (邵元沖).
Sau cuộc thành công của chiến dịch Bắc phạt, Quốc dân đảng chọn nội dung bài "Tổng lý huấn từ" để làm Đảng ca và đã tổ chức thi tuyển phổ nhạc cho bài này. Trình Mâu Quân đã giành chiến thắng trong cuộc thi có 139 người tham gia.
Ngày 24 tháng 3 năm 1930, chính phủ Quốc dân đã quyết định sử dụng "Trung Quốc Quốc dân đảng đảng ca" để làm quốc ca. Do có phản đối của nhiều phe phái đối lập vì cho rằng bài này dùng biểu tượng của đảng đại diện cho toàn quốc gia, chính phủ quốc dân thành lập Hội đồng Nghiên cứu và Biên soạn Quốc ca, trưng cầu sáng tác quốc ca mới. Trong thời gian đó, vẫn tạm dùng Đảng ca của Quốc dân đảng làm quốc ca.
Ngày 3 tháng 6 năm 1937, Ủy ban thường vụ Trung ương đã phê chuẩn kiến nghị chọn quốc ca. Khi Hiến pháp Trung Hoa Dân quốc 1947 ra đời, bài này chính thức trở thành quốc ca của Trung Hoa Dân quốc.

## Lời bài hát

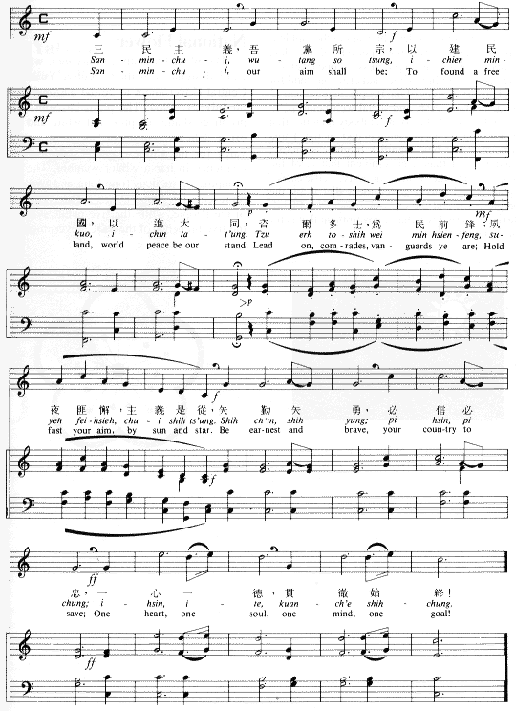
Quốc ca Trung Hoa Dân Quốc

| 三民主義，吾黨所宗， 以建民國，以進大同。 咨爾多士，為民前鋒； 夙夜匪懈，主義是從。 矢勤矢勇，必信必忠； 一心一德，貫徹始終。 |
| Sānmín Zhǔyì, wúdǎng suǒ zōng; Yǐ jiàn Mínguó, yǐ jìn dà tóng. Zī'ěr duō shì, wéi mín qiánfēng; Sù yè fěi xiè, zhǔyì shì cóng. Shǐ qín shǐ yǒng, bì xìn bì zhōng; Yì xīn yì dé, guànchè shǐzhōng.                                           |
| San-min-chu-yi, Wu-tang so tsung; yi-chien Min-kuo, yi-chin ta-t'ung. Tzu erh to-shih, wei min ch'ien-feng; su-yeh fei hsieh, chu-yi shih ts'ung. Shih ch'in shih yung, pi hsin pi chung; yi hsin yi te, kuan-ch'e shih-chung.              |
| Tam Dân Chủ nghĩa, ngô đảng sở tông; Dĩ kiến Dân Quốc, dĩ tiến đại đồng. Tư nhĩ đa sĩ, vi dân tiền phong; Túc dạ phỉ giải, Chủ nghĩa thị tòng. Thỉ cần thỉ dũng, tất tín tất trung; Nhất tâm nhất đức, quán triệt thủy chung.               |
| Tam Dân Chủ nghĩa, tôn chỉ Đảng ta; Kiến lập Dân quốc, tiến lên đại đồng. Hỡi người chí sĩ, vì dân tiên phong; Đêm ngày chẳng nản, lý tưởng trung thành. Chuyên cần dũng cảm, tín nghĩa kiên trung; Một lòng một dạ, quán triệt thủy chung. |